# Modeste Gruau de La Barre
Pour les articles homonymes, voir Gruau et De La Barre.
Modeste Gruau, appelé aussi Gruau de La Barre, né à La Chartre-sur-le-Loir le 25 mars 1795 et mort à Bréda le 28 janvier 1883, fils de Charles Gruau, marchand et de Anne Thoré, est un homme de loi et auteur français du XIXe siècle. Il est connu pour avoir été le principal propagandiste de Karl-Wilhelm Naundorff, un horloger prussien qui affirmait être le véritable Louis XVII.

## Biographie
Modeste Gruau est nommé procureur du roi à Mayenne par ordonnance du 22 décembre 1824. II démissionne de ce poste après juillet 1830, par fidélité envers la branche aînée déchue des Bourbons, et continue à gagner sa vie comme avocat au barreau du Mans.
Initialement légitimiste, Gruau va bientôt devenir « naundorffiste » en mettant sa plume au service de Naundorff, qui réside à Paris entre 1833 et 1836. Gruau appartient, avec d'autres hommes de loi (Bourbon-Leblanc, Xavier Laprade et Briquet), au conseil judiciaire du « prince » lorsque Naundorff tente de porter ses revendications en justice avant d'être expulsé en Angleterre.
En octobre 1838, Gruau, qui est devenu le principal propagandiste du pseudo-« Louis XVII », est nommé coadjuteur de l'Église catholique-évangélique, une secte fondée par le prétendant exilé à Camberwell, qui anoblit également son fidèle avocat avec le titre de « comte de La Barre ».
Entre mars 1839 et avril 1840, Gruau de La Barre est l'un des principaux rédacteurs d'un périodique naundorffiste, La Voix d'un proscrit (Paris, 14 livraisons), dont A. Gozzoli est le gérant et le propriétaire. Or, alarmé par la dérive religieuse de leur cause, Gozzoli (bientôt suivi par plusieurs autres naundorffistes, dont Laprade) finit par l'abandonner avec éclat, entraînant ainsi une polémique par voie de presse entre lui et Gruau.
Comptant parmi les fidèles du « duc de Normandie », Gruau le suit en 1845 dans son refuge hollandais.
Après la mort de Naundorff à Delft, Gruau continue de militer pour la reconnaissance du prétendu « Louis XVII » et pour les droits des enfants de ce dernier, dont il est subrogé tuteur. Il n'hésite pas à qualifier les Naundorff de « famille de Bourbon de Bréda » dans une brochure polémique adressée au « comte de Chambord » (La Verité au duc de Bordeaux, Bréda, 1859).
Selon certains de ses détracteurs[Qui ?], il finit par se prendre lui-même pour « Louis XVII »[réf. nécessaire].

## Œuvres
- (Avec Xavier Laprade), Motifs de conviction sur l'existence du duc de Normandie, Paris, Goullé et Montmaur, 1836.
- (Présenté comme une autobiographie de Louis XVII) Abrégé de l'histoire des infortunes du Dauphin, depuis l'époque où il a été enlevé du Temple, Londres, 1836. (Traduit en anglais par C. G. Perceval en 1838).
- (Avec A. Gozzoli, Xavier Laprade et Morel de Saint-Didier), La Voix d'un proscrit, Paris, 1839-1840.
- Mémoire présenté par M. Gruau de La Barre au soutien de la plainte en diffamation portée contre le gérant responsable du journal "Le Capitole" (article du 29 mars 1839), Paris, Delacombe, 1840.
- Au gouvernement Français : offre d'un instrument de guerre nouvellement inventé, Paris, Delacombe, 1841.
- Salomon le Sage, fils de David : sa renaissance sur cette terre et révélation céleste, Paris, Charpentier, 1841. (Suite de Ch. de Cosson, Révélations sur les erreurs de l'ancien testament ; Mis à l'Index).
- Intrigues dévoilées, ou Louis XVII dernier roi légitime de France, 3 vol., Rotterdam, H. Nijgh, 1846-1848.
- En Politique point de justice, ou réplique judiciaire dans la cause des héritiers du Duc de Normandie, Bréda, 1851.
- (Sous le pseudonyme d'Eliakim), Les Visions d'Isaïe et la nouvelle terre, Rotterdam, 1854.
- Non ! Louis XVII n'est pas mort au Temple : réfutation de l'ouvrage de M. A. de Beauchesne, Bruxelles/Leipzig, Flatau, 1858.
- La Vérité au Duc de Bordeaux, Bréda, Broese & compagnie, 1859.
- (Sous le pseudonyme d'Eliakim), L'Évangile primitif, Paris, 1860.
- (Sous le pseudonyme d'Eliakim), Les Italiens, la politique et Rome, Amsterdam, 1860.
- Réponse à la réflexion néerlandaise de M. de Dompierre de Chaufepié, La Haye, Susan, 1869.
- Le Royal martyr du XIXe siècle, Paris, 1870.
- La Branche aînée des Bourbons, Paris, 1871.